# Papa's Honeymoon
Papa's Honeymoon è un cortometraggio muto del 1909. Il nome del regista non viene riportato nei credit del film.

## Trama
Max e Moritz partono in viaggio di nozze con il padre e la matrigna che a loro, naturalmente, non piace.

## Produzione
Il film fu prodotto dalla Lubin Manufacturing Company.

## Distribuzione
Distribuito dalla Lubin Manufacturing Company, il film - un cortometraggio della lunghezza di 183 metri - uscì nelle sale cinematografiche statunitensi l'11 ottobre 1909. Nelle proiezioni, veniva programmato con il sistema dello split reel, accorpato in un'unica bobina con un altro cortometraggio prodotto dalla Lubin, la commedia Out for the Day.